# Castro de Baroña
El castro de Baroña está situado en la parroquia de Baroña, municipio de Puerto del Son, en la provincia de La Coruña (Galicia, España). El asentamiento está construido en una península, situándose su ocupación en los siglos I a. C. a I d. C. Poseía dos murallas a su alrededor y se conservan veinte viviendas de planta circular u oval.

## Descripción
En el istmo que une el poblado al castro se excavó un foso de cuatro metros de ancho y tres de fondo que constituye la primera línea de defensa. A continuación hay una muralla consistente en dos muros de mampostería casi paralelos con un relleno de arena y piedras. Se piensa que originariamente continuaba hasta conectar con la muralla del poblado, creando un espacio probablemente no ocupado con viviendas.[cita requerida]
La muralla principal, bien conservada, cuenta con dos lienzos. Uno de ellos, a la derecha, consiste en tres muros de mampostería que suben gradualmente y el de la izquierda es semejante al del istmo. A la derecha de la abertura de entrada hubo un cubo defensivo y los muros se estrechan, por lo que se supone que se cerraba con una puerta que no dejaría pasar los carros. Posiblemente, la muralla rodeaba el castro casi completamente.[cita requerida]
La entrada al interior consiste en una rampa. La zona habitada se estructura en cuatro áreas. En la primera, a la izquierda hay una construcción en la que había un banco corrido o, según otra interpretación, un simple pilar caído. En ella se encontraban un fogón, un agujero para un poste y varias cazuelas de barro. Pudo ser una forja. Frente a la puerta de la muralla hay otras construcciones de planta oval con vestíbulo y otra que también pudo haber sido otra forja.[cita requerida]
El sector siguiente está separado por un muro, que tal vez servía para contener la tierra, y se pasa a él subiendo unas escaleras, las mejor conservadas de entre los castros gallegos. Se distinguen un barrio de casas que delimita una plaza protegida del viento.[cita requerida]
Un sendero lleva al sector más alto del poblado, en el que también hay construcciones.
El poblado debió de ser autosuficiente. Dentro del castro no hay agua, ni en manantiales ni en aljibes, por lo que debió ser preciso ir a buscarla al exterior. Se piensa que la alimentación tenía como principal fuente el mar: mariscos y pescados; también se consumían bóvidos, cabras y ovejas y bellotas. Hay restos de metalurgia, trabajo de la piedra y de tejido.[cita requerida]

## Excavaciones
El castro de Baroña fue excavado por primera vez en 1933 por Sebastián González-García. Las siguientes campañas arqueológicas fueron las de José María Luengo Martínez (1969-1970), Francisco Calo Lourido y Teresa Soeiro (1980-1984), Francisco Calo en 1985 y Ánxel Concheiro en 1984, que lo consolidó.
En mayo de 2012 se efectuaron obras de rehabilitación del castro.